# Johann-Georg-Daniel Arnold
Johann-Georg-Daniel Arnold (Estrasburg, 1780 - 1829) fou un dramaturg alsacià. Fill d'un mestre boter, el 1787 estudià al Gymnasium protestant d'Estrasburg fins que va tancar el 1794. D'idees liberals, estudià dret a la Universitat d'Estrasburg i amb Ehrenfried Stoeber continuà els estudis a Tübingen i Erlangen. El 1795 treballà per a la prefectura del departament del Baix Rin, però el 1803 ho deixà per a estudiar dret a París amb Christophe-Guillaume Koch. El 1806 ensenyà dret a Coblença (Alemanya). El 1809 fou nomenat professor d'història a Estrasburg, professor de dret romà el 1811 i degà de la Universitat el 1820.
El 1806 va escriure un Notices littéraires et historiques sur les poètes alsaciens. És autor de la primera gran obra en alsacià la peça de teatre Der Pfingschtmontag, Lustspiel in Strassburger Mundart (Dilluns de Pasqua, 1816), molt lloada per Goethe, però que no fou representada per primer cop fons el 1835.